# Henry Morgan
Sir Henry Morgan (Llanrumney nabij Cardiff, Wales, rond 1635 - Port Royal (Jamaica), 25 augustus 1688) was een Welsh kaper en admiraal van de Engelse Royal Navy. Hij was een van de meest succesvolle boekaniers van de 17e eeuw en veroverde in Engelse dienst een grote buit op het Spaanse Rijk. Later werd hij tot Knight Bachelor geslagen en benoemd tot luitenant gouverneur van Jamaica.

## Biografie
Morgan werd geboren op het platteland van Wales. Over zijn jeugdjaren is verder weinig bekend. Hij is waarschijnlijk in 1654 op een schip van Oliver Cromwell meegegaan naar de Caraïben. Toen het de Engelsen niet lukte om Hispaniola te veroveren en Cromwell de galg vreesde als hij met lege handen terugkwam namen ze het nauwelijks verdedigde Jamaica in. Een andere theorie stelt dat hij met een vrachtschip meegevaren is en zijn overtocht met arbeid op het schip betaalde en daar vrij snel na de verovering aankwam. In die tijd vierde de piraterij in de Caraïben hoogtij en voor een arme jongen als Morgan was dit een aanlokkelijk middel om snel rijk te worden. Vanwege de oorlog met Spanje kon men als boekanier (piraat in overheidsdienst) in ruil voor een deel van de buit een kaperbrief krijgen en naar believen Spaanse schepen en steden aanvallen.
Eenmaal in Jamaica sloot Morgan zich aan bij de kapersvloot van Christopher Myngs en was waarschijnlijk betrokken bij de aanvallen op Santiago de Cuba en Campeche. Waarschijnlijk werd hij na verloop van tijd kapitein op een van de schepen.
In 1664 werd Port Royal, de hoofdstad van de Kolonie Jamaica, officieel een vrijhaven voor piraten. Mits ze een deel van hun buit afstonden. De gouverneur Thomas Modyford zag namelijk in dat dit niet alleen lucratief was, maar ook de enige manier waarop de kolonie levensvatbaar was. Begin 1666 trouwde Morgan met een van de dochters van de ondergouverneur waardoor hij toegang kreeg tot de politiek. Wat hij later dat jaar deed is niet geheel duidelijk. Mogelijk diende hij als kapitein in de vloot van de Nederlandse kaper Edward Mansveldt om Curaçao in te nemen, waar ze overigens van afzagen toen ze de verdediging zagen. Een andere theorie stelt dat Morgan belast was met het opzetten van de verdediging van Port Royal, de hoofdstad van de Kolonie Jamaica. In deze tijd verwierf hij zijn eerste plantage op het eiland.
In 1667, toen de spanningen tussen het Spaanse Rijk en Engeland toenamen, ontstond de vrees voor een Spaanse invasie op Jamaica. Morgan kreeg in 1668 de rang van admiraal, een vloot van 10 schepen, 500 man en toestemming om Spaanse schepen aan te vallen. Twee schepen van Tortuga sloten zich bij hem aan. Het was hem niet toegestaan om steden aan te vallen, maar hij besloot bewijs te vinden van Spaanse aanvalsplannen, om plundering van steden te kunnen verantwoorden. Oorspronkelijk wilde hij daarom Havana aanvallen, maar koos vanwege de zware verdediging voor een aanval op Camagüey. De buit viel echter tegen en een nieuw plan werd beraamd om Portobelo aan te vallen.
De aanval op Portobelo begon met de inname van drie forten. Alexandre Exquemelin die met Morgan meevoer zou later een boek publiceren waarin deze niet alleen het militair vernuft van Morgan beschreef, maar ook dat hij nonnen als menselijk schild had gebruikt. De stad werd rigoureus geplunderd en de Engelsen bleven een maand en eisten ook nog losgeld, voordat ze de stad verlieten. Morgan kwam terug naar Port Royal met een enorme buit. Hij was zijn boekje te buiten gegaan, maar werd door de meeste mensen als held gezien.
In 1668 kwam hij samen met een aantal andere kapers bij het eiland Île à Vache om zich voor te bereiden op een aanval op de Spaanse stad Cartagena. Tijdens een feest op het eiland ging het mis. Terwijl de kapiteins in overleg waren aan boord van het schip Oxford ontplofte de kruitkamer. Morgan werd door een raam geblazen en overleefde de ontploffing, maar vier van de zes kapiteins vonden de dood. Ook andere schepen raakten beschadigd en de vloot zou niet meer in staat zijn om de stad aan te vallen. Als alternatief werd gekozen voor een aanval op steden en vestingen rond het Meer van Maracaibo. De stad Maracaibo was reeds grotendeels verlaten toen Morgan binnenviel en ook hier namen ze drie weken de tijd om de stad te plunderen. Overgebleven bewoners werden gemarteld om de verborgen schatten aan te wijzen. De stad Gibraltar bood in eerste instantie zware weerstand, maar ook hier vluchtte een groot deel van de inwoners het oerwoud in, toen ze inzagen dat de stad ingenomen zou worden. Ook hier werd weer geplunderd en gemarteld.
Intussen werd de doorgang naar zee geblokkeerd door een Spaanse vloot van drie schepen. Er werd onderhandeld en de Spanjaarden boden aan om Morgan met zijn schepen naar zee te laten varen, mits ze hun buit zouden inleveren. Morgan legde het voor aan zijn bemanning, maar deze zagen meer in een aanval. Ze gebruikten een van hun schepen als vuurschip. Op het dek werden poppen van stro neergezet, er werden allerlei haken aangebracht, zodat het schip zich zou vasthechten aan de Spaanse vloot en van binnen werd het in brand gestoken. Het schip voer op de Spaanse vloot af en toen ze beseften wat er aan de hand was, was het te laat. Hierna moest Morgan nog langs de stad Maracaibo waar de kanonnen weer waren bemand. Met een list, waarbij ze net deden alsof ze de stad vanaf het land aanvielen wisten ze langs de stad te komen. Terug in Jamaica kocht Morgan zijn tweede plantage.
In 1669 gaf de Spaanse koningin Maria Anna bevel om Engelse handelsschepen aan te vallen. Morgan kreeg opdracht om de Spanjaarden zo hard mogelijk te raken. Eerst voer hij met een konvooi van 37 schepen en zo'n 2000 boekaniers naar het eiland Providencia dat hij inrichtte als steunpunt voor zijn terugkeer. Hierna veroverde hij Fort San Lorenzo om daarna de Landengte van Panama over te trekken. Hij voer daarvoor de Chagresrivier op en na een tocht door het oerwoud, waarbij ze ook langs hinderlagen van Spanjaarden moesten, bereikten ze na drie dagen de Grote Oceaan. Hierna volgde een aanval op Panamá Viejo, het oude Panama-stad. Ook hier wist Morgan de Spanjaarden te verslaan door het gebruik van een list. Het leek alsof de piraten zich terugtrokken, maar vervolgens vielen ze van opzij aan. De Spaanse gouverneur had opdracht gegeven om de stad plat te branden en met buskruit te vernietigen als deze zou vallen. Toen het vuur eenmaal gedoofd was volgde de plundering, waarbij overgebleven bewoners gemarteld werden. De buit was groot, maar viel ook tegen en hierdoor ontstond het gerucht dat Morgan een deel van de buit achterover gedrukt had. Het gerucht zou altijd blijven rondzingen.
Bij terugkomst bleek dat de Engelsen en Spanjaarden in 1670 vrede hadden gesloten. Om de Spanjaarden tegemoet te komen werd de gouverneur van Jamaica opgepakt en in Engeland veroordeeld. Toen het nieuws over de plundering van Panama-stad in Europa bekend werd, hebben de Spanjaarden waarschijnlijk geëist dat Morgan ook gestraft zou worden. Hij werd in 1672 gearresteerd en overgebracht naar Londen. Mogelijk werd hij een tijdje ondergebracht in de Tower of London, maar het grootste deel van de tijd was hij waarschijnlijk een vrij man in de stad.
De vrede duurde echter niet lang en koning Karel II van Engeland liet hem al snel weer vrij. Morgan werd zelfs geridderd tot Knight Bachelor vanwege zijn goede verdiensten voor het vaderland en benoemd tot ondergouverneur van Jamaica. Als bestuurder leidde hij expedities tegen de Marrons die zich steeds verder moesten terugtrekken in de Blue Mountains. Ook kreeg hij opdracht om de piraterij rond het eiland te bestrijden maar werkte hier slechts gedeeltelijk aan mee. Toen hij in 1688 overleed kreeg hij een staatsbegrafenis waarbij voortvluchtige piraten een tijdelijke vrijgeleide kregen om zo de plechtigheid bij te kunnen wonen.

## Captain Morgan Rum
In 1944 lanceerde de Seagram distilleerderij in Canada de Captain Morgan Rum. Deze wereldberoemde rum werd vernoemd naar Captain Henry Morgan. Hij wordt vaak als piraat weergegeven maar hij was echter een boekanier. De rum werd geproduceerd in Jamaica en werd hierdoor een eerbetoon aan de gouverneur die daar 300 jaar eerder regeerde. 

## Opmerking
1. ↑  Franse Wikipedia noemt 24 januari 1635.